# Blood Cancer Journal
Blood Cancer Journal is een internationaal, aan collegiale toetsing onderworpen open access wetenschappelijk tijdschrift op het gebied van de oncologie. De naam wordt in literatuurverwijzingen meestal afgekort tot Blood Canc. J. Het is opgericht in 2011 als zustertijdschrift van het gerenommeerde Leukemia en wordt uitgegeven door Nature Publishing Group.
Blood Cancer Journal is een elektronisch tijdschrift; het verschijnt niet in druk.